# Biersted
Biersted es una localidad situada en el municipio de Jammerbugt, en la región de Jutlandia Septentrional (Dinamarca), con una población en 2012 de unos 1716 habitantes.
Se encuentra ubicada al noroeste de la península de Jutlandia, junto a la costa del Skagerrak (mar del Norte) y a poca distancia al norte del Limfjord.